# Poppin'Party
Poppin'party(팝핀파티, ポッピン パーティー 폿핀 파티[*])는 뱅드림 프로젝트의 첫 밴드 겸 첫 리얼 밴드이다. 현재 밴드 중 오리지널 곡이 70곡 이상으로 제일 많다. 줄여서 포핀파라고도 한다.

## 개요
공식적인 설명으로는 '학교 친구끼리 결성한 밴드이며, 반짝반짝 두근두근한 것을 찾아다니며 연주한다' 로 되어 있다.

## 구성원
| 이름            | 소개 |
| --------------- | --- |
| 토야마 카스미   | - 본명 : 토야마 카스미(戸山香澄 도야마 가스미[*]) - 성우 : 아이미 - 포지션 : 보컬, 기타 - 소속사 : 히비키 - 색상 : 빨강      |
| 하나조노 타에   | - 본명 : 하나조노 타에(花園たえ) - 성우: 오오츠카 사에 - 포지션 : 리드 기타 - 소속사 : 에이스크루 엔터테인먼트 - 색상 : 파랑 |
| 우시고메 리미   | - 본명 : 우시고메 리미(牛込りみ) - 성우: 니시모토 리미 - 포지션 : 베이스 - 소속사 : 히비키 - 색상 : 분홍                     |
| 이치가야 아리사 | - 본명 : 이치가야 아리사(市ヶ谷有咲) - 성우: 이토 아야사 - 포지션 : 키보드 - 소속사 : 히비키 - 색상 : 보라                   |
| 야마부키 사아야 | - 본명 : 야마부키 사아야(山吹沙綾) - 성우: 오오하시 아야카 - 포지션 : 드럼 - 소속사 : 호리프로 인터너셔널 - 색상 : 노랑      |

## 캐릭터 설명
토야마 카스미
반짝반짝 두근두근한 것을 찾아다니는 약간의 4차원 소녀. 어릴 적, 동생인 아스카와 행방불명됐었던 적이 있는데, 이때 별 하나를 보고 감명을 받아 지금까지도 '반짝반짝 두근두근'(일어 키라키라 도키도키) 을 찾아다닌다. 특이한 건 자신의 기타인 셔플 스타에도 별 모양 스티커를 붙여 놓았다. 포지션은 리듬 기타와 보컬. 상징색은 주황색에 가까운 빨간색.
하나조노 타에
토끼를 좋아해, 20마리나 키우는 귀여운 4차원 소녀. Afterglow의 우에하라 히마리와는 취항이 잘 통해서 자주 만난다고 한다. 또 Raise a Suilen의 레이야와는 단짝이다. 그리고 기타 포지션을 Raise a Sulien의 록 대신 맡은 적도 있다. 야마부키 베이커리에 은근히 자주 가는 것 같기도. 포지션은 리드 기타. 상징색은 파랑색.
우시고메 리미
초코 코로네, 즉 초코 소라빵을 좋아해서 야마부키 베이커리의 단골이 된 귀여운 소녀. 또 Afterglow의 우에하라 히마리와는 Hello! Happy world! 의 세타 카오루를 같이 덕질하는 덕질 메이트라 친하다. 야마부키 베이커리에서 초코 코로네에 무슨 재료를 얼마나 어떻게 넣었는지에도 아는 찐 단골이다. 포지션은 베이스. 상징색은 분홍색.
야마부키 사아야
부모님의 야마부키 베이커리 일을 도와드리면서 동생들을 돌보고, 거기에 밴드와 학업까지 병행하는 만능 소녀. 토모에와 카논 등 각 밴드의 드러머들과는 포지션이 같아 자주 만나고 4차원이 많은 밴드 내에서 이치가야 아리사와 함께 상식인을 맡고 있다. 포지션은 드럼. 상징색은 노란색.
이치가야 아리사
전당포집 유성당의 손녀로, 야마부키 사아야와 함께 밴드 내에서 상식인 포지션을 맡은 소녀. 멤버들을 아주 많이 아끼지만 티를 못 내고 오히려 태클을 자주 거는 츳코미, 츤데레 담당이기도 하다. 포지션은 키보드. 상징색은 보라색.

## 성장
포피파는 Roselia, Raise a sulien과는 달리 카스미가 막무가내로 스카웃하고 결성한 그룹이라 처음엔 연습도 겨우 하는 모습을 보였다. 또, 원작 캐릭터 설정에 따르면 카스미는 원래 독서를 좋아하며, 많은 성장을 한 캐릭터라고 한다. 실제 인게임 내 대사를 보면 포피파의 대부분의 작사는 카스미가 맡고 있다. 